# Iambia thwaitesi
Iambia thwaitesi is een vlinder uit de familie uilen (Noctuidae). De wetenschappelijke naam van deze soort is voor het eerst geldig gepubliceerd in 1885 door Moore.
De soort komt voor in tropisch Afrika.